# Kiến trúc bản địa

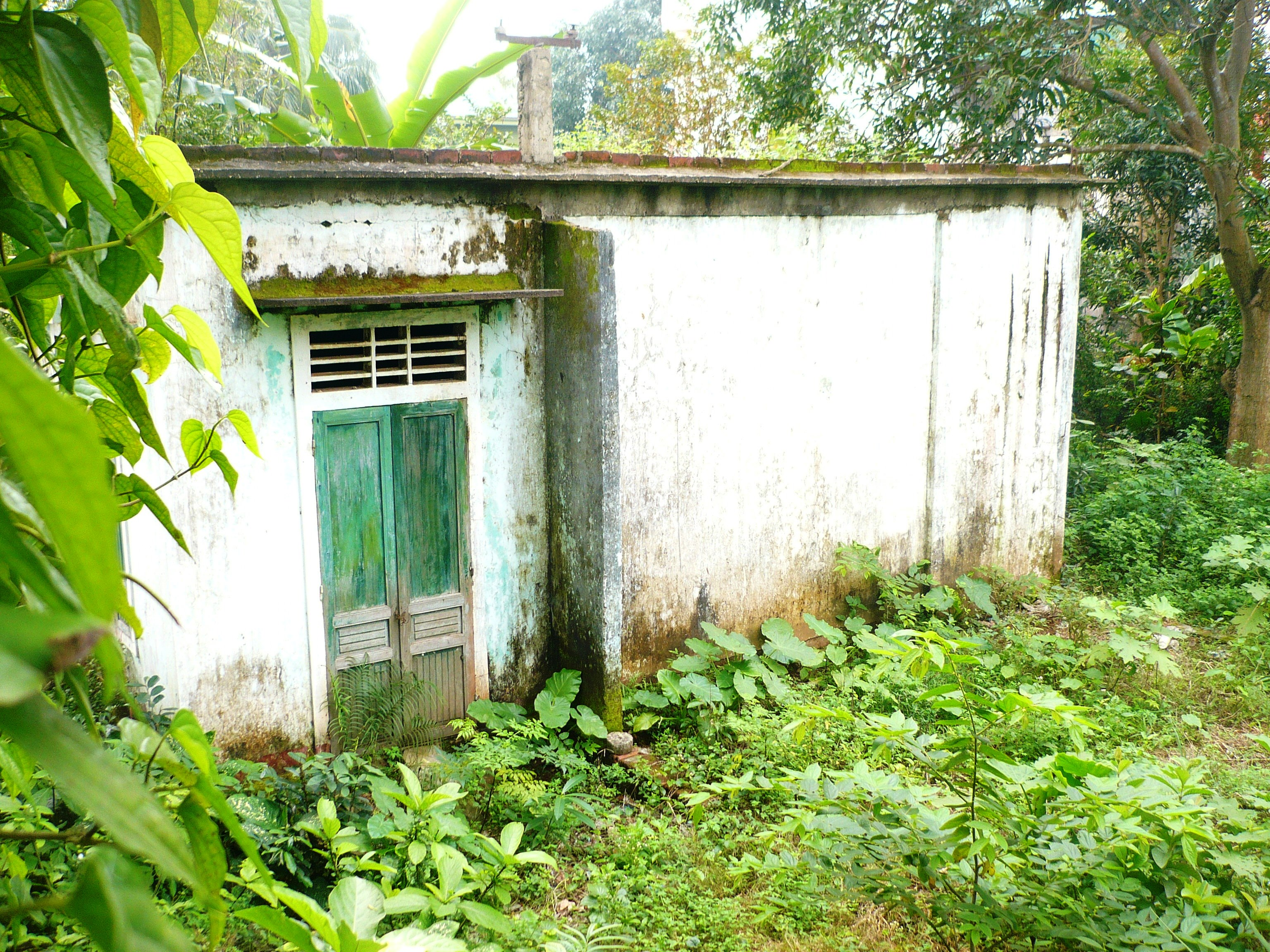
Một kiểu nhà đơn giản ở Việt Nam, với kiến trúc hình chữ nhật, mái bằng không quá tốn kém, cầu kì

Kiến trúc bản xứ hay kiến trúc bản địa (Vernacular architecture) là kiến trúc xây dựng được thiết kế thực hiện ngoài khuôn khổ bất kỳ truyền thống học thuật kiến trúc nào và không có sự thiết kế và hướng dẫn chuyên nghiệp, đây thường là kiến trúc xây dựng kiểu dân gian, dân dụng, bình dân với việc ứng dụng kinh nghiệm vào xây dựng các công trình, tòa nhà khác nhau với các phương pháp xây dựng khác nhau từ khắp nơi trên thế giới trong lịch sử và hiện tại, đại diện cho phần lớn các công trình, tòa nhà và khu định cư được tạo ra trong các xã hội tiền công nghiệp. Kiến trúc bản địa chiếm đến 95% môi trường xây dựng trên thế giới theo ước tính của Amos Rapoport vào năm 1995 mà số liệu này được đo lường dựa trên tỷ lệ nhỏ các tòa nhà mới hàng năm do kiến trúc sư thiết kế và kỹ sư xây dựng. Tính bản địa là một tính chất chung nhưng biểu hiện của nó trong kiến trúc thì thay đổi theo không gian và thời gian tùy thuộc các yếu tố sinh thái tự nhiên và sinh thái nhân văn cụ thể ở mỗi địa phương, vùng miền.

## Đại cương

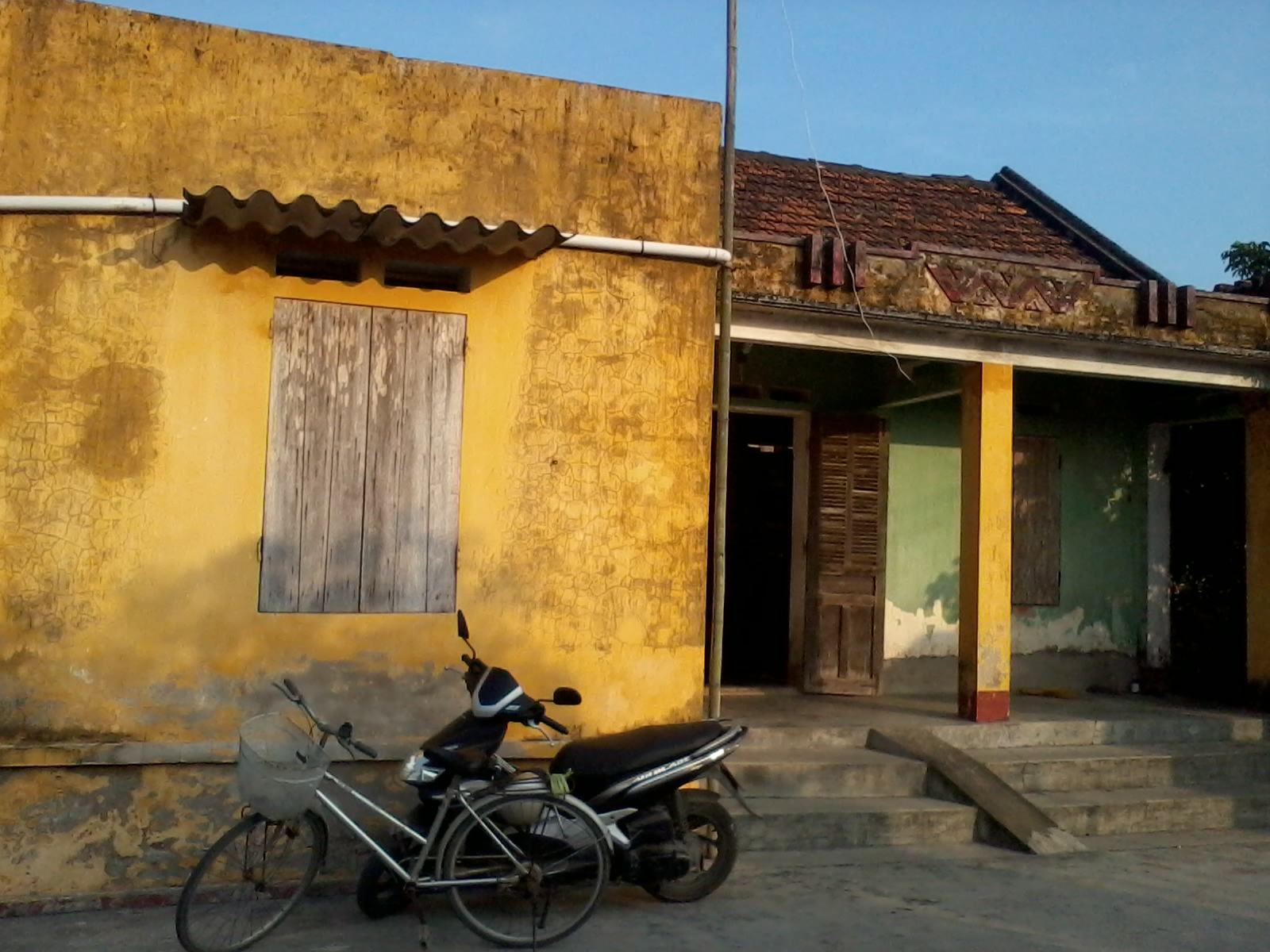
Một ngôi nhà ở nông thôn Việt Nam với đặc trưng của kiến trúc bình dân địa phương, có thể nhận thấy kiến trúc có một phòng lồi được thiết kế để trở thành phòng ngủ

Kiến trúc bản địa là một thuật ngữ được sử dụng phổ biến trong thời gian gần đây để chỉ những kiến trúc dân gian tại các vùng địa văn hóa cụ thể. Thuật ngữ kiến trúc bản địa này được vay mượn từ ngôn ngữ học, trong đó tiếng địa phương đề cập đến việc sử dụng ngôn ngữ cụ thể cho một thời gian, địa điểm hoặc nhóm. Cụm từ này có từ ít nhất là năm 1857, khi nó được sử dụng do ông George Gilbert Scott, làm trọng tâm cho chương đầu tiên của cuốn sách "Nhận xét về Kiến trúc Thế tục & Nội địa, Hiện tại & Tương lai" ("Remarks on Secular & Domestic Architecture, Present & Future"). Đây là một khái niệm mới phản ánh sự chi phối của các đặc trưng văn hoá đối với kiến trúc trong phạm vi và ngữ cảnh của địa phương.
Sự hiện diện của yếu tố "bản địa" trong kiến trúc có tính phổ biến và có thể được xem là một tính chất đặc thù, có vai trò chi phối cách thức tổ chức không gian và xử lý hình thức kiến trúc. Tính chất đó có thể được gọi là "tính bản địa" trong kiến trúc. Từ diện mạo kiến trúc với các thành phần cơ bản là kiến trúc dân gian/truyền thống, kiến trúc hiện đại và đương đại thì kiến trúc dân gian/truyền thống (ở cả phương Đông và phương Tây) chính là kiến trúc bản địa theo quan điểm "đóng" nên phải mang đậm dấu ấn của "cái bản địa" như một đặc trưng không thể thiếu, cho thấy kiến trúc đó thuộc về vùng đất và của cộng đồng dân cư ở đó.
Kiến trúc bản địa thường phục vụ các nhu cầu tức thời, địa phương, bị hạn chế do các vật liệu có sẵn trong khu vực cụ thể của nó và phản ánh các truyền thống và tập quán văn hóa địa phương. Nghiên cứu về kiến trúc bản địa không kiểm tra các kiến trúc sư được đào tạo bài bản, mà thay vào đó là kỹ năng thiết kế và truyền thống của những người xây dựng địa phương, những người hiếm khi được ghi công cho công trình xây dựng. Gần đây hơn, kiến trúc bản địa đã được các nhà thiết kế và ngành công nghiệp xây dựng xem xét trong nỗ lực nâng cao ý thức sử dụng năng lượng với thiết kế và xây dựng đương đại—một phần của mối quan tâm rộng rãi hơn đối với thiết kế bền vững. Kiến trúc có mối liên hệ chặt chẽ với môi trường văn hóa xã hội
Các khía cạnh biểu hiện của tính bản địa trong kiến trúc trên cả 2 phương diện nội dung và hình thức là xem xét các thành phần kiến trúc chịu tác động dưới các nhân tố bản địa nguồn, đặt trong mối quan hệ với các yếu tố của môi cảnh bản địa (môi trường tự nhiên, văn hóa–xã hội, kinh tế–kỹ thuật của địa phương). Quan hệ giữa kiến trúc với các nhân tố bản địa ở mức độ từ trực tiếp đến gián tiếp gồm việc Thích ứng (với sinh thái tự nhiên)–Tiếp nối (sinh thái nhân văn, gồm cả văn hóa–xã hội, kinh tế–kỹ thuật)–Hòa nhập (với môi cảnh)–Liên hệ (với yếu tố bản địa gốc/nền)–Tích hợp (các giá trị văn hóa/tinh thần bản địa). Tập hợp các yếu tố kiến trúc thể hiện đặc trưng tinh thần bản địa tạo thành hệ thống các dấu hiệu/tiêu chí để nhận diện tính bản địa. Khai thác các ký hiệu kiến trúc như mã bản địa làm thành ngôn ngữ kiến trúc có tính bản địa (là công cụ truyền đạt tinh thần bản địa/phản ánh cái bản địa và tư duy bản địa hóa trong thiết kế).
Môi trường sinh thái tự nhiên là nhân tố bản địa nguồn thiên tạo dẫn tới sự hình thành các nguyên mẫu bản địa (Prototype) trong kiến trúc. Các yếu tố địa hình, khí hậu, cảnh quan địa phương quyết định hình thái và cấu trúc của kiến trúc. Trong đó, địa hình luôn là yếu tố khách quan tiền định và chi phối cảnh quan. Kiến trúc thích ứng với môi cảnh thì con người cảm thấy thuận tiện và gắn bó với địa điểm. Trong quá khứ, môi cảnh tự nhiên vẫn được xem là bất biến/ổn định nhưng hiện nay biến đổi khí hậu đang diễn ra cực đoan trên phạm vi toàn cầu, đòi hỏi kiến trúc đương đại phải tìm cách thích ứng bằng những giải pháp mới, theo những nguyên tắc mới. Môi trường sinh thái nhân văn được tích lũy theo thời gian, trở thành nhân tố bản địa nhân tạo có vai trò ngày càng quan trọng quyết định sự lựa chọn cụ thể của con người (về vật liệu, kỹ thuật và kiểu cách) để biểu hiện tính bản địa trong kiến trúc, tạo nên các biến thể (Variations), hoàn thiện các kiểu mẫu cụ thể (Patterns) trên cơ sở nguyên mẫu bản địa.

## Chú thích

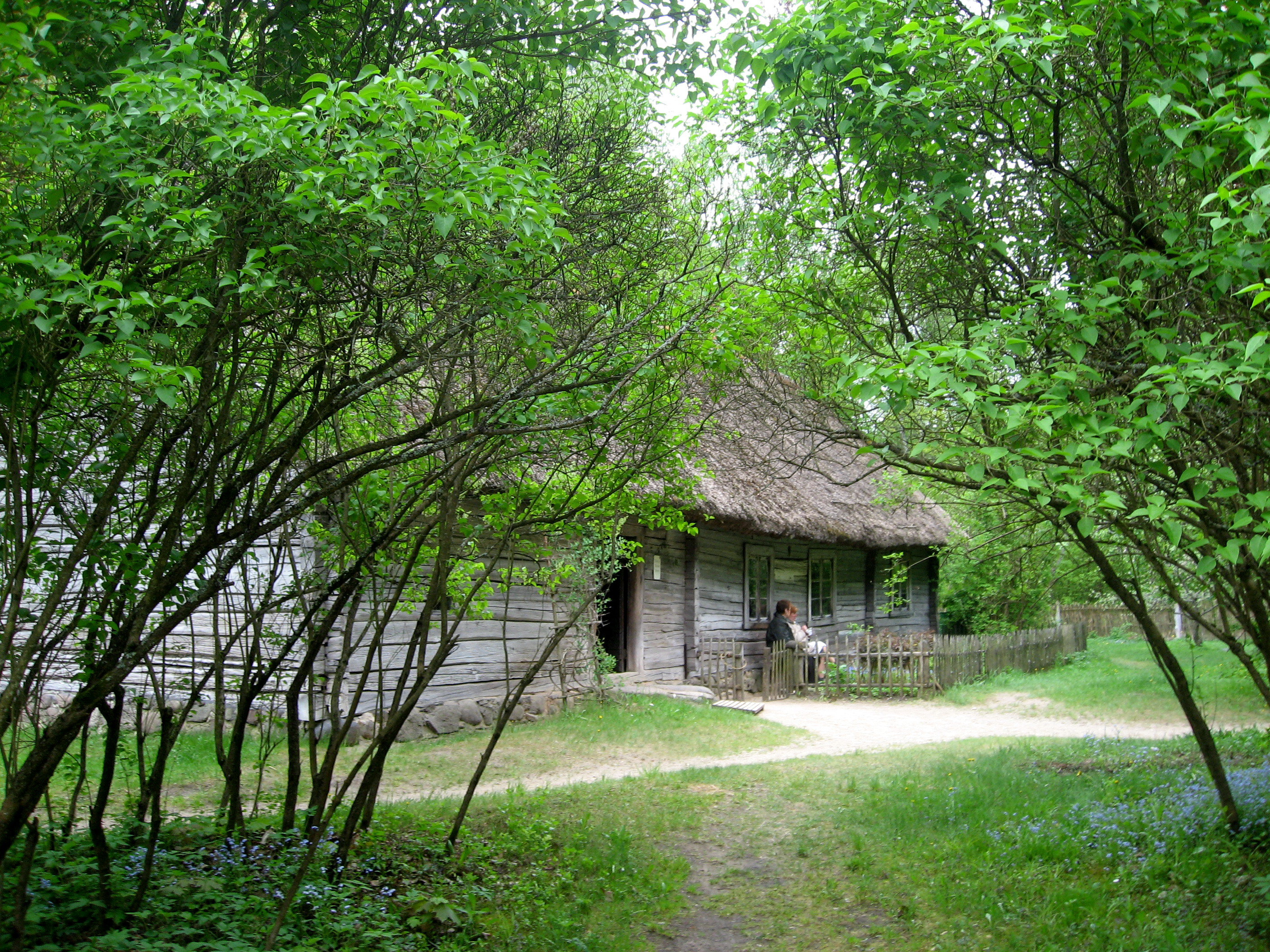
Một ngôi nhà ở Latvia